# Jerzy Frąckiewicz Radzimiński
Jerzy Frąckiewicz Radzimiński herbu Brodzic (ur. ok. 1580, zm. po 1629) – sekretarz królewski, marszałek Trybunału Głównego Wielkiego Księstwa Litewskiego w 1628 roku, sędzia ziemski lidzki w 1607 roku.
Był synem Michała, podkomorzego połockiego, i Anny Sapieżanki, siostry kanclerza Lwa Sapiehy.